# A Cynthia hajótöröttje
A Cynthia hajótöröttje (L'Épave du "Cynthia") Jules Verne neve alatt megjelentetett regény, amelynek szerzője az André Laurie álnevet használó Paschal Grousset. Verne két korábbi műve – A bégum ötszázmilliója (1879) és a Dél csillaga (1884) – is Grousset írásának át- és feldolgozása. A korzikai születésű Grousset részt vett a Párizsi Kommünben, ezért az Egyesült Államokba, majd Angliába menekült. Nehéz anyagi helyzetén enyhítendő, a két mű jogait eladta Pierre-Jules Hetzelnek, Verne könyvei kiadójának, tőle került Grousset műve Verne-hez, aki mindkét regényt átdolgozta.
A Cynthia hajótöröttje Hetzel döntése értelmében jelent meg Jules Verne és André Laurie szerzőségével, a kiadó üzleti okokból úgy vélte, hogy Verne neve segíti az eladást. A művön Verne apróbb módosításokat és stílusjavításokat végzett csupán. Louis-Jules Hetzel (Pierre-Jules Hetzel fia) személyes feljegyzése szerint a L'Épave du Cynthiát a lehető leghamarabb be kell építeni a „Különleges utazások” sorozatába. a siker ezt igazolta volna – de ez nem történt meg.. A könyv nem része a Különleges utazások (Les Voyages extraordinaires) Verne-sorozatnak.
A regény először a Magasin d'Éducation et de Récréation folyóiratban jelent meg 1885. január elseje és november 15-e között. A regényt könyv formájában 1885 novemberében adták ki.

## Tartalom
Fordított hajótörött regény ez. A hajótörés már megtörtént, a hősök célja nem a túlélés, hanem annak kiderítése, hol és mikor történt a baleset és ki utazott a hajón? És milyen fondorlatos szándék vezérlete a hajótörést követően a negatív szereplőket?
|  | Alább a cselekmény részletei következnek! |

A norvég vidéken élő Hersebom halászcsalád neveli két saját – Ottó és Vanda – gyerekét és a befogadott Eriket. Őt pár hónapos korában a tengeren találta Hersebom. Erik legkevésbé sem tűnik norvégnak, inkább kelta külső jegyei alapján. És roppant okos, jó tanuló a helyi általános iskolában. Amelyet felkeres a világhírű orvos, Schwaryencrona, a csukamájolaj feltalálója. A szülőknek felajánlja, hogy magához veszi Eriket a fővárosba, Stockholmba, ahol tovább taníttatja. Erik fájdalmas búcsút vesz családjától és beköltözik a doktor stockholmi házába, a főváros egyik iskolájába jár.
A doktor két barátjával elhatározza, hogy kideríti Erik származását. Két nyomuk van, az egyik az időpont, amikor 
Hersebom kihalászta a fiút, a másik a Cynthia felirat, ami a gyereket védő faágyacskára (bójé) volt faragva. Erik szívja magába a tudományt, gyakran jár a kikötőbe is, csodálja a hajókat. Egyedül a doktor unokahúga, Kajsa ellenséges vele, aki Erikben nem lát mást, mint egy halszagú parasztot.
Fél év múlva, a karácsonyi szünet alatt Erik hazalátogat, szülei és testvérei örömmel fogadják. Schwaryencrona levelet küld vele, amiben megírja, nagyon elégedett Erik tanulmányi haladásával, szívesen taníttatná tovább, de a döntés Eriké. Azt is megírja, hogy nem sikerült kideríteni, kik Erik szülei, az adott időpontban Cynthia nevű hajó nem szenvedett hajótörést a közelben. Erik a családja mellett dönt, nem megy vissza Stockholmba.
Stockholmban a doktor ügyvéd barátja, Bredejord, Amerikából kap levelet, ebből kiderül:
Egy Cynthia nevű hajó, melynek kapitánya Borton volt, s a «Kanadai Általános Szállító-Társaság» tulajdonát képezte, mintegy tizennégy évvel ezelőtt tűnt el nyomtalanul a Feroë szigetek tájékán.
Erik nem boldog maradéktalanul, de becsülettel helytáll a tengeren. Ám apja, Hersebom balesetet szenved a tengeren, a halászhajója is odavész. Schwaryencrona ismét megmentőként pénzt küld és jelzi, Eriknek tett ajánlata továbbra is áll. Eriket húga, Vanda győzi meg, tanuljon tovább.
Erik visszatér Stockholmba, Kasja továbbra is ki nem állhatja, de ez nem zavarja, tanulmányai mellett hajóskapitányi vizsgát készül letenni.
Schwaryencrona két barátjával és Erikkel New Yorkba utazik, hogy megoldja a titkot. Erik talál rá Bowlesra, a «Red Anchorn» kocsmárosára, aki ismerte a Cynthia egyik matrózát, a nem túl tisztességes életű O'Donoghan Patrickot. Aki a Cynthia balesete óta rejtélyes pénzforrással bír, szinte folyamatosan részeg, és ilyenkor gyakran emlegeti a «bójés gyermek» titkát, de ennél többet soha sem mondott. O'Donoghan négy éve eltűnt. Erikéknek a rendőrség sem tud segíteni, hiába tűnik a pénzforrás kapcsán a Cynthia elsüllyedése gyanúsnak. A Cynthiát üzemeltető hajóstársaság anno pert veszített a biztosítójával szemben és tönkrement, de a leszármazottak érdekeltek a per újrafelvételben, Erikék nyomozása őket is érdekli.
Stockholba való visszatértjüket követően Schwaryencrona számtalan külföldi lapban feladott hirdetésben keresteti 
O'Donoghant. Jelentkezik az Albatros kapitánya, Tudor Brown, aki szerint O'Donoghan tengerbe veszett. Schwaryencrona kétkedik, Tudor Brownnak hajójával együtt nyoma vész. 
A valódi történelmi személy Adolf Erik Nordenskiöld 1878-ban indul az északkeleti átjáró (az Atlanti-óceán és a Csendes-óceán, illetve Oroszország és az Északi-sark között) felfedezésére a Vega gőzhajóval. Az egyik útról szóló tudósításban megemlítik O'Donoghan nevét, akivel egy szamojéd faluban találkoztak és felvették hajójukra. Erik és Schwaryencrona elhatározza, hogy a Vega elé megy, hogy találkozzon az ezek szerint életben levő O'Donoghannal.
Az Alaskán indulnak útnak: Erik, Schwaryencrona és két barátja, Hersebom, Ottó, Erik falusi tanítója és Tudor Brown, aki jelentős adománnyal váltja meg helyét. Brest felé előbb a gőzös egyik tengelye törik el, majd zátonyra futnak, Brown eltűnik a hajóról, nincs kétség, ki okozta a két balesetet. Az Alaskának így nincs esélye, hogy a tervezett úton – a Szuezi-csatornán – elébe menjenek a Vegának. A végzett kapitány Erik átveszi a hajó irányítását, és titokban az Északnyugati átjárón át tervez eljutni Alaszka és Kamcsatka közé a Bering-szorosba. Sikerül is, ám Brown yachtja, az Albatros előbb ér oda. Őrült versenyfutás kezdődik, hogy megelőzzék Brownt a Vegához érésben.
Vesztenek. Megtalálják a Vegát, de Brown három nappal megelőzte őket és magával vitte O'Donoghant. Némi keresgélés után az Alaska és az Albatros a nyílt tengeren összetalálkozik. Ágyuval lövik egymást, a természet közbeszól, Erik és apja, illetve Tudor Brown és O'Donoghan egy kis szigeten köt ki. O'Donoghan már majdnem elárulja Eriknek titkát, de Brown lelövi, Brownt pedig Erik apja lövi le. A titok kimondatlan maradt.
Erikék egészségesen, de dolguk végezetlenül térnek vissza Stockholmba. A megoldás egy levélben érkezik, amit Durrieu küld, akivel Brestben találkoztak.
Új-Orleánsban voltam franczia nagykövet, midőn leányom: Katalin feleségül ment egy Durrieu György nevű franczia fiatal emberhez... Durrieu György bányamérnök volt... Kis fiuk született épen akkor, nagyapja és apja után Emil-Henrik-György névre keresztelték. Hat hónappal utóbb vőm a bányában hirtelen meghalt. Szegény leányom ... kicsiny fiával együtt felszállott a Cynthia nevű hajóra, mely Hamburgba indult... 1858 október 7-ikén a Cynthia a Feroë-szigetektől keletre hajótörést szenvedett.
Erik elutazik nagyapjához és anyjához. Ott tudja meg a teljes történetet. Apja jelentős petróleum-forrást fedezett fel, nem volt elég pénze a kiaknázáshoz, ezért társult Noah Jonesszal. A cég okirata szerint az örökös nélkül elhunyt társ üzletrésze a másikra száll. A pénz mozgatta Noah Jonest, azaz Tudor Brownt.
A dúsgazdag Erik elveszi Vandát, Kasja pedig vénlány maradt.
|  | Itt a vége a cselekmény részletezésének! |

## Fejezetek
1. Malárius barátja.
2. Egy noroëi halásznál.
3. Hersebom gazda valamit gondol.
4. Stockholmban.
5. A karácsonyi vakáczió.
6. Erik dönt a sorsa felett.
7. Vanda véleménye.
8. O'Donoghan Patrick.
9. Ötszáz font sterling jutalom.
10. Tudor Brown.
11. A «Végá»-ról írják nekünk...
12. Váratlan utasok.
13. Menjünk délnyugatnak.
14. A meghamisított térkép.
15. A legrövidebb út.
16. O'Donoghan Patrick eltünt.
17. Valahára!
18. Ágyudörgések.
19. Puskalövések.
20. A sark-körüli út vége.
21. A Párisból jött levél.
22. Val-Féray-ban. - Befejezés.

## Szereplők
- Schwaryencrona, a stockholmi egyetem orvos-tanára
- Malárius mester, a Noroë falu tanítója
- Katalin, Malárius húga
- Hersebom, halászgazda
- Hersebom Kata, a halászgazda felesége
- Hersebom Ottó, a idősebb fiúk
- Hersebom Erik, fiúk, a főhős
- Hersebom Vanda, lányuk
- Klaasz, Hersebom kutyája
- Greta-Máriá, Schwaryencrona házvezetője
- Kajsa, Schwaryencrona unokhúga
- Hochstedt, tanár
- Bredejord, ügyvéd
- Churchill Józsué, Kanadai Általános Szállító-Társaság igazgatója
- O'Donoghan Patrick, a Cynthia matróza
- Bowles, a Red Anchorn kocsmárosa
- Tudor Brown, az Albatros kapitánya
- Ward, Albatros matróza
- Duff Tamás, Albatros matróza
- Durrieu, volt nagykövet, a Földrajzi Társaság titkára
- Kergoridec doktor
- Bowles János

## Érdekességek
- Ez is elszomorította, mert íme ő a kelták közül a legnyomorúságosabb, a legelnyomottabb nemzethez, az irlandihoz tartozik.[7]
- Be más volna az, ha franczia lenne...! Ha ennek a dicsőséges nemzetnek volna a fia; hiszen a francziák is kelták! Minő története van ennek a nemzetnek, mily gyönyörűség töltötte el a szívét, midőn Francziaország mozgalmas történetét olvasgatta...[7]
- A hajótörés gyakori téma a Verne regényekben Hatteras kapitány, Grant kapitány gyermekei, A Chancellor, Kétévi vakáció, A Franklin kifut a tengerre, A tizenöt éves kapitány, A Robinsonok iskolája, Jégszfinx...
- A családtag keresése is kedvelt Verne regény elem: Grant kapitány gyermekei, A Franklin kifut a tengerre és a szintén Norvégiában játszódó Egy sorsjegy története.

## Magyar kiadások
- A "Cynthia" hajótöröttje, fordító: Gaál Mózes, Franklin, Budapest, 1898, a könyv a Verne Gyula összes munkái sorozatban jelent meg, 1918-ban újra kiadva[8]
- A "Cynthia" hajótöröttje, fordító: Gaál Mózes, Alexandra, Pécs, 1995, ISBN 9638086238[9]
- A "Cynthia" hajótöröttje, fordító: Gaál Mózes és Kovácsi Barnabás, Unikornis, 2005, ISBN 9789634275343[9]